# Basil M. Bensin
Basil M. Bensin (également orthographié Basil M. Benzin ; russe : Василий Митрофанович Бензин, Vasili Mitrofánovich Bensin) (1881-1973) est un scientifique russe naturalisé américain. Théologien du christianisme orthodoxe et agronome spécialiste des céréales, il est considéré comme le précurseur de l'agroécologie.

## Biographie
Basil M. Bensin naît le 30 janvier 1881 ou le 12 février 1881 dans le village de Tsaritsyn Kut (Crimée, Empire russe). Son père est prêtre orthodoxe.
Diplômé du séminaire théologique de Simferopol en Crimée et de l'académie théologique de Moscou, Bensin part en 1905 aux États-Unis pour enseigner au séminaire théologique de Minneapolis dans le Minnesota. En 1906, il entre à l'université du Minnesota, où il obtient en 1910 une licence en agriculture et en 1912 une maîtrise pour sa thèse sur les plantes agricoles résistantes à la sécheresse,.
Il retourne en Russie en 1912 où il rejoint le département de l'agriculture de l'université de Saint-Pétersbourg en tant que spécialiste des céréales,. Dans ce cadre, il est envoyé en expédition en Asie centrale aride pour rechercher une variété de seigles résistante à la sécheresse, qu'il trouve au Turkestan et nomme Secalum turkestanicum, synonymisé depuis avec Secale cereale. Mais les 2 tonnes de graines qu'il avait distribuées en 1913 aux stations expérimentales de Saint-Pétersbourg sont consommées lors de la famine soviétique de 1919-1920 avant que les recherches n'aient pu aboutir. Il est nommé dans le Caucase, où il organise la station agricole expérimentale de Soukhoumi en Géorgie.
La Première Guerre mondiale interrompt sa carrière et lui impose de servir dans l'armée caucasienne. Opposé aux communistes, il s'installe en Tchécoslovaquie, où il obtient en 1921 un poste dans la recherche sur les céréales. Parallèlement, il étudie à l'université technique tchèque de Prague entre 1921 et 1930 où il obtient un diplôme de troisième cycle et un doctorat, en soutenant une thèse à propos de l'agroécologie du système racinaire du maïs,.

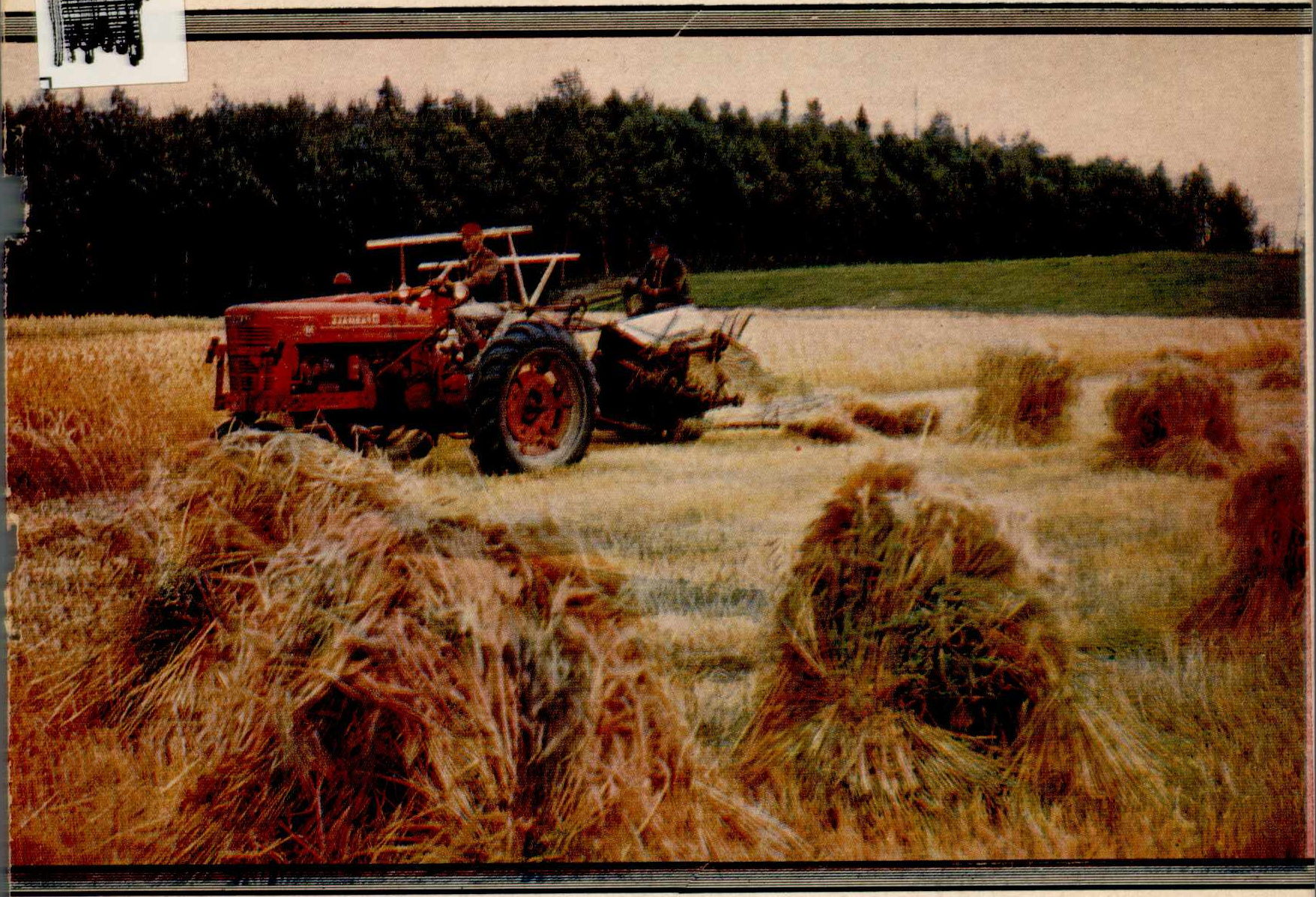
Récolte de la variété d'orge Edda dans une des stations expérimentales de l'université de l'Alaska en 1951.

En 1930, Benzin s'installe définitivement aux États-Unis où il poursuit ses recherches agronomiques. En 1931, il est chargé par la Compagnie russe d'Amérique d'analyser les sols du Texas et du Mexique afin de déterminer s'ils se prêtent à la colonisation. Il obtient la nationalité étasunienne en 1935. De 1932 à 1938, il enseigne à l'université d'État de New York. Il travaille ensuite dans le domaine de la photogrammétrie à l'Institut d'études géologiques des États-Unis en Alaska. En tant qu'agronome de la station d'expérimentation agricole (en) de l'université de l'Alaska à Fairbanks, il sélectionne des semences de céréales yakustk et créé une variété adaptée au climat boréal. Il y enseigne l'agriculture de 1945 à 1948, puis devient conseiller dans le domaine du développement agricole.
Basil M. Bensin est également historien de l'Église orthodoxe grec des États-Unis et un des fondateurs de l'Institut de théologie de Saint-Vladimir en 1938 dont il est un des premiers professeurs de 1938 à 1942,.
Basil M. Bensin est marié à Alexandra Petrovna, enseignante et infirmière, avec qui il a un fils, Igor Bensen, devenu ingénieur pour General Electric et inventeur d'engins volants,. Il meurt le 9 février 1973 en Caroline du Nord et est enterré dans le cimetière orthodoxe russe de St. Vladimir près de Cassville dans l'État de New-York,. 
Bensin laisse de nombreux articles sur l'agriculture et un ouvrage portant sur l'histoire de l'origine et du développement de la science de l'agroécologie,. Ses travaux en Alaska lui valent une récompense annuelle pour services éminents. Il est aussi l'inventeur d'une machine à planter des graines. Il a également a contribué au Russian Orthodox Journal et écrit un ouvrage à propos de l'histoire de l'Église orthodoxe en Alaska. Ses discours, ses écrits, ses données biographiques et ses photographies sont conservés au sein des bibliothèques de l'université Stanford en Californie aux États-Unis.

## Agroécologie
Pour un article plus général, voir agroécologie.
Durant sa carrière d'agronome, Basil M. Bensin étudie les céréales dans leurs relations à leur milieu afin de comprendre leur capacité d’adaptation aux climats extrêmes auxquels elles sont confrontées. Ainsi, il produit plusieurs textes à propos de l'agroécologie entre 1928 et 1951 à commencer par sa thèse de doctorat sur l'agroécologie du système racinaire du maïs.
En 1940, Bensin définit l'agroécologie comme « l'écologie appliquée de l’agriculture » qu'il fonde autour de trois piliers : plante, environnement et culture. Bensin considère que le champ de céréales est intrinsèquement lié à son environnement, notamment au sol ; un concept qui sera plus tard nommé agroécosystème. C'est pourquoi il propose dès 1928 de fonder la sélection des variétés de maïs sur les caractéristiques d’adaptation à leur milieu local et non pas sur leur potentiel de rendement ; ce qui se rapproche des semences paysannes modernes. Ainsi, pour classifier les cultivars entre eux, il invente la notion de chorotype, c'est-à-dire le type variétal lié à des caractéristiques écologiques précises. Il développe son concept en 1938 en créant la notion d'agrochoras qui renvoie à la région agricole dans une approche interdisciplinaire associant les variétés de céréales à la technologie agricole et à leurs environnements naturel, économique et social, ce qui est à rapprocher de la notion de développement durable, centrale en écologie moderne.
De plus, Bensin considère l'agroécologie comme une science au service des paysans et de l'amélioration de leurs productions locales tout en souhaitant leur coopération internationale pour mutualiser la recherche, notamment au sein de l'Institut international d'agriculture, ancêtre de la FAO. Pour lui, améliorer les systèmes agricoles est un des facteurs cruciaux de la paix dans le monde.
Deux autres agronomes contemporains de Bensin sont aussi des précurseurs de l'agroécologie. L'Italien Girolamo Azzi (1885-1969) est porteur en 1928 du concept d'ecologia agraria qui se distingue de Bensin par une approche débutant par le milieu et plutôt que par la plante. Le grec Juan Papadakis (1903-1997) développe en 1938 le concept d'Azzi en considérant les productions agricoles comme un phénomène global plutôt qu'un phénomène élémentaire étudié en laboratoire.

## Publications

### Agronomie
- B. M. Bensin, Agroecological characteristics description and classification of the local corn varieties chorotypes., 1928
- B. M. Bensin, Possibilities for international cooperation in agroecological investigations. Int. Rev. Agr. Mo. Bull. Agr. Sci. Pract.(Rome) 21, 1930: 277-284.
- B. M. Bensin, « Autogamous Turkestan Rye », Bulletin of the Torrey Botanical Club, vol. 60, no 3,‎ mars 1933, p. 155 (DOI 10.2307/2480418, lire en ligne)
- B. M. Bensin, « Agroecological Exploration in the Soto la Marina Region, Mexico », Geographical Review, vol. 25, no 2,‎ avril 1935, p. 285 (DOI 10.2307/209603, lire en ligne)
- B. M. Bensin, Agroecology as a basic science of soil conservation. Soil Conservation, 1938, 152, 138-41.
- B. M. Bensin, Agroecology as a basic science of agriculture. Bullletin Ecol. Soc., 1940, 21 (2), 13-19.
- B. M. Bensin, Biological law of mobile equilibrium as a fundamental concept in ecology, Bulletin of the Ecological Society of America, 1940, Vol. 21, No. 44
- B. M. Bensin, Agroecological studies of the regional types of root systems., Bulletin of the Ecological Society of America, 1941, Vol. 22, No. 40
- S. C. Litzenberger S. C. Litzenberger, B. M. Bensin, Edda barley for Alaska, Alaska Agricultural Experiment Station. Circ. 16., 1951, 10 pp. (lire en ligne)
- S. C. Litsenberger, B. M. Bensin, Golden Rain oats for Alaska., Circ. Alaska agric. Exp. Stn., 1951, No. No. 15, 9 pp.
- B. M. Bensin, Growing Warm Season Vegetables in Alaska. University of Alaska, Extension Service, 1951.
- B. M. Bensin, Agroecological world geography. Biologia, 1951.
- B. M. Bensin, Experiments with colchicine treatment of potatoes in Alaska, Amt r. Potato J., 1952, Vol. 29, 165-69
- B. M. Bensin, The prospects for various uses for solar reflectors as a means of environ mental control of microclimate in agriculture. Trans. Conf. on the Use of Solar Energy, Tuc son, Ariz. Sect. A. Vol. 2. No. 1. 1955.

### Théologie
- Basil M. Bensin, History of the Russian Orthodox Greek Catholic Church of North America., 1941
- Basil M. Bensin, Russian Orthodox Church in Alaska, 1794-1967, Special publication for the centennial celebration of the purchase of Alaska by the United States from the Russian Empire in 1867, 1967.